# Olga görög hercegnő
Olga görög hercegnő, hivatalosan Olga görög és dán hercegnő, férjezett Olga jugoszláv hercegné (szerbül: Кнегиња Олга Карађорђевић vagy Kneginja Olga Karađorđević; Tatoi, 1903. június 11. – Párizs, 1997. október 16.) görög és dán hercegnő, házassága révén jugoszláv hercegné.

## Élete
Olga hercegnő 1903-ban született Miklós görög királyi herceg és Jelena Vlagyimirovna orosz nagyhercegnő legidősebb gyermekeként. Nagyapja, I. György király eredetileg dán hercegként született, így leszármazottai viselték a dán hercegi címet, akárcsak Olga és két húga, Erzsébet és Marina hercegnők.
1922-ben a hercegnőt eljegyezte Frigyes dán trónörökös, a későbbi IX. Frigyes király. A pár végül nem házasodott össze, mert Olga hercegnő Pál jugoszláv herceghez szeretett volna feleségül menni, és amikor a herceg megkérte a kezét, Olga igent mondott neki. Pál és Olga Belgrádban, 1923. október 22-én házasodtak össze, a frigyből három gyermek született:
- Sándor herceg (1924. augusztus 13. –)
- Miklós herceg (1928. június 29. – 1954. április 12.), autóbalesetben hunyt el
- Erzsébet hercegnő (1936. április 7. –).

1934. október 9-én meggyilkolták I. Sándor jugoszláv királyt, és mivel fia, II. Péter király még kiskorú volt, Pál herceg régensi kinevezést kapott. Olgából így Jugoszlávia régensnéje lett. Az 1941-es katonai puccsot követően a család kénytelen volt dél-afrikai száműzetésbe vonulni. Görögországban 1975-ben kikiáltották a köztársaságot, így Olga hivatalosan elvesztette mind jugoszláv hercegnéi, mind görög hercegnői címét; s csak a dán hercegnői maradt meg.
A hercegnő huszonegy évvel élte túl a férjét, 1997-ben halt meg Párizsban. A lausanne-i Cimetière de Bois de Vaux-ban helyezték örök nyugalomra.